# TNFRSF10C
Il recettore del fattore di necrosi tumorale 10C è una proteina recettoriale che, nell'essere umano, è codificata dal gene TNFRSF10C e fa parte della superfamiglia dei recettori del fattore di necrosi tumorale.

## Struttura
Si tratta di un recettore transmembrana con un dominio extracitoplasmatico di legame per TRAIL, ma sprovvisto di un death domain citoplasmatico.

## Funzione
Non si tratta di un recettore in grado di indurre la morte cellulare programmata e si ritiene possa trattarsi di un recettore che inibisce l'apoptosi indotta da TRAIL. Il gene che codifica per la proteina è regolato da p53 e viene espresso normalmente nei tessuti, mentre risulta spesso carente o assente in molti tessuti tumorali, il che può spiegare la particolare sensibilità delle cellule tumorali all'attività di induzione dell'apoptosi mediata da TRAIL.